# ポティファル

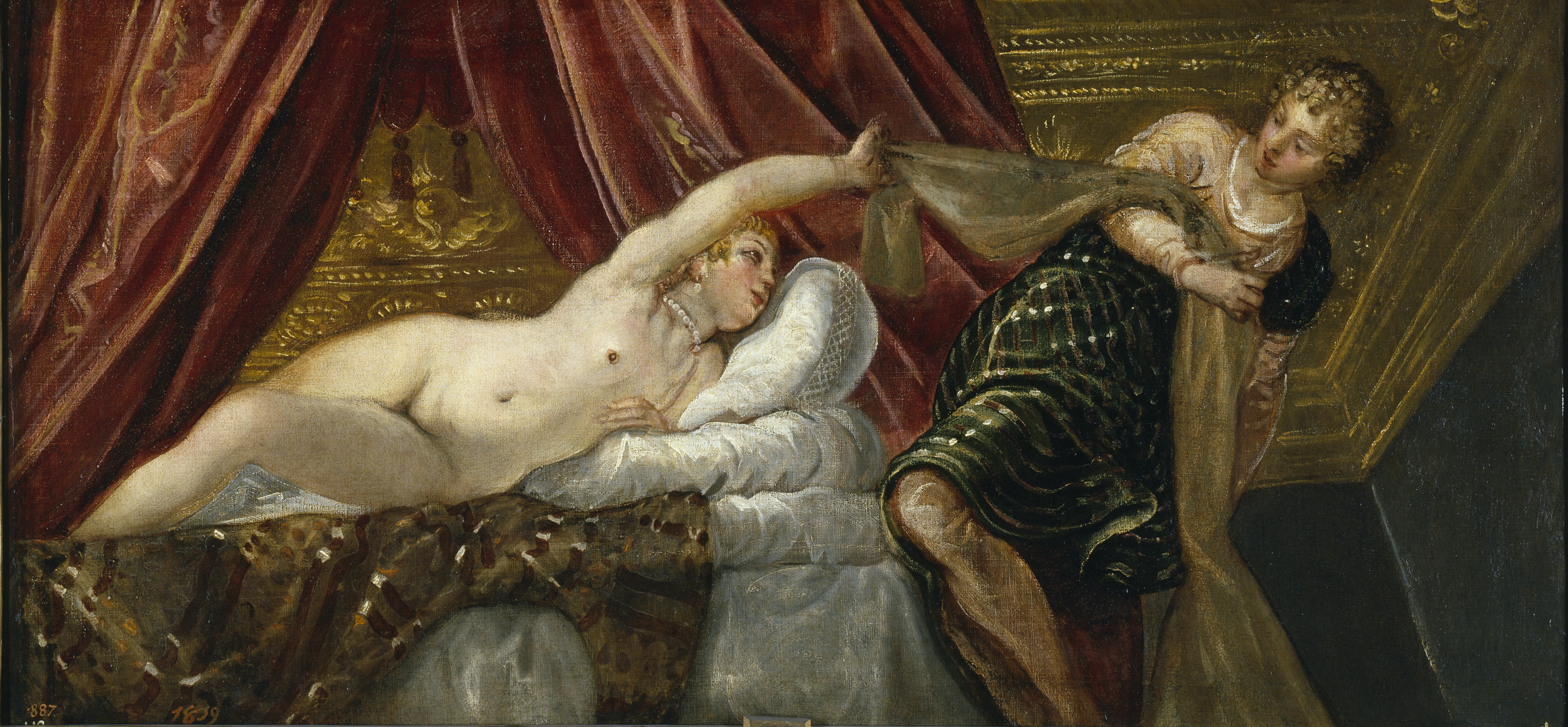
『ヨセフとポティファルの妻』、ティントレット作、　プラド美術館 (1555年ごろ)

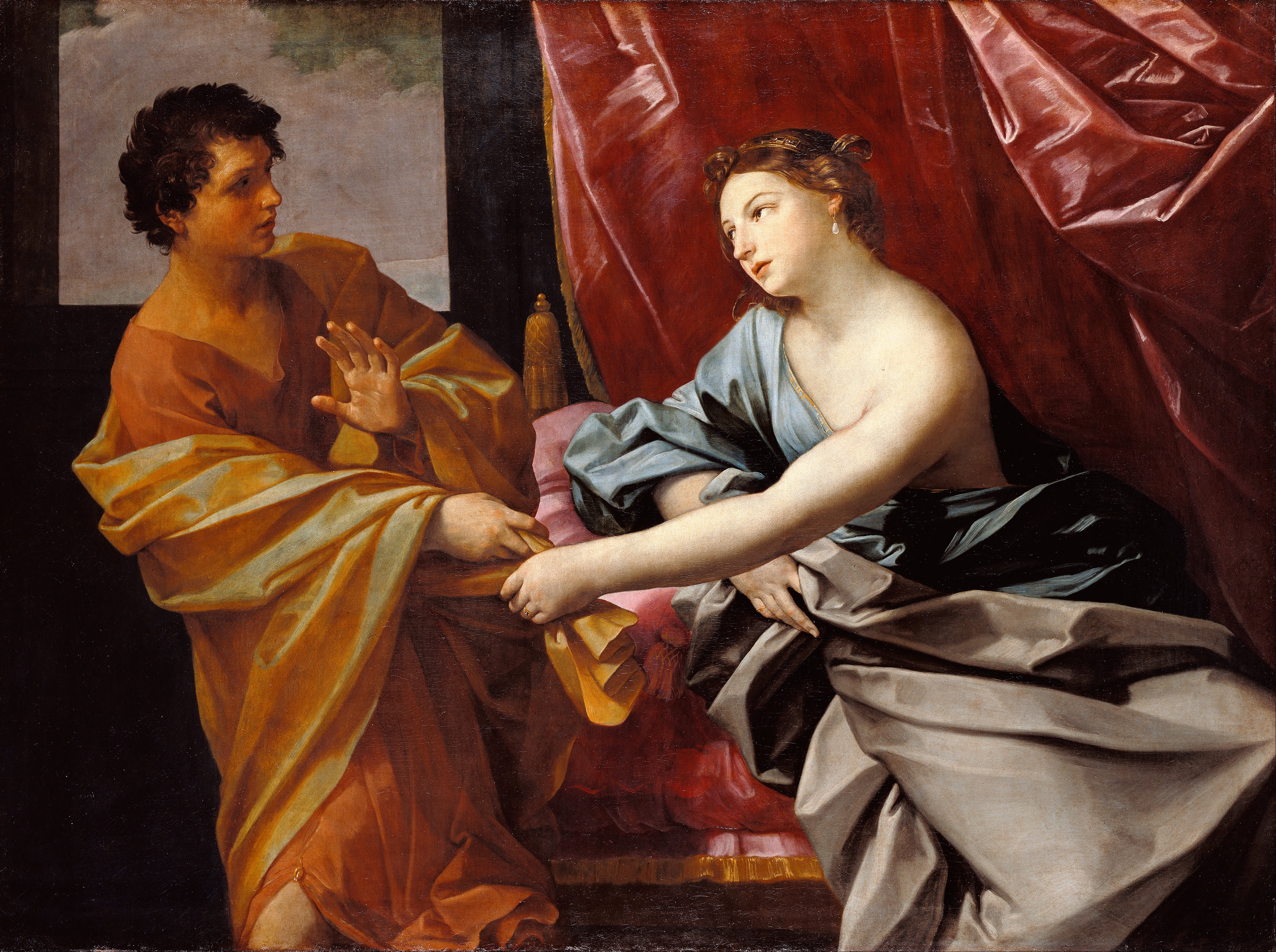
『ヨセフとポティファルの妻』、グイド・レーニ作、J・ポール・ゲティ美術館 (1630年)

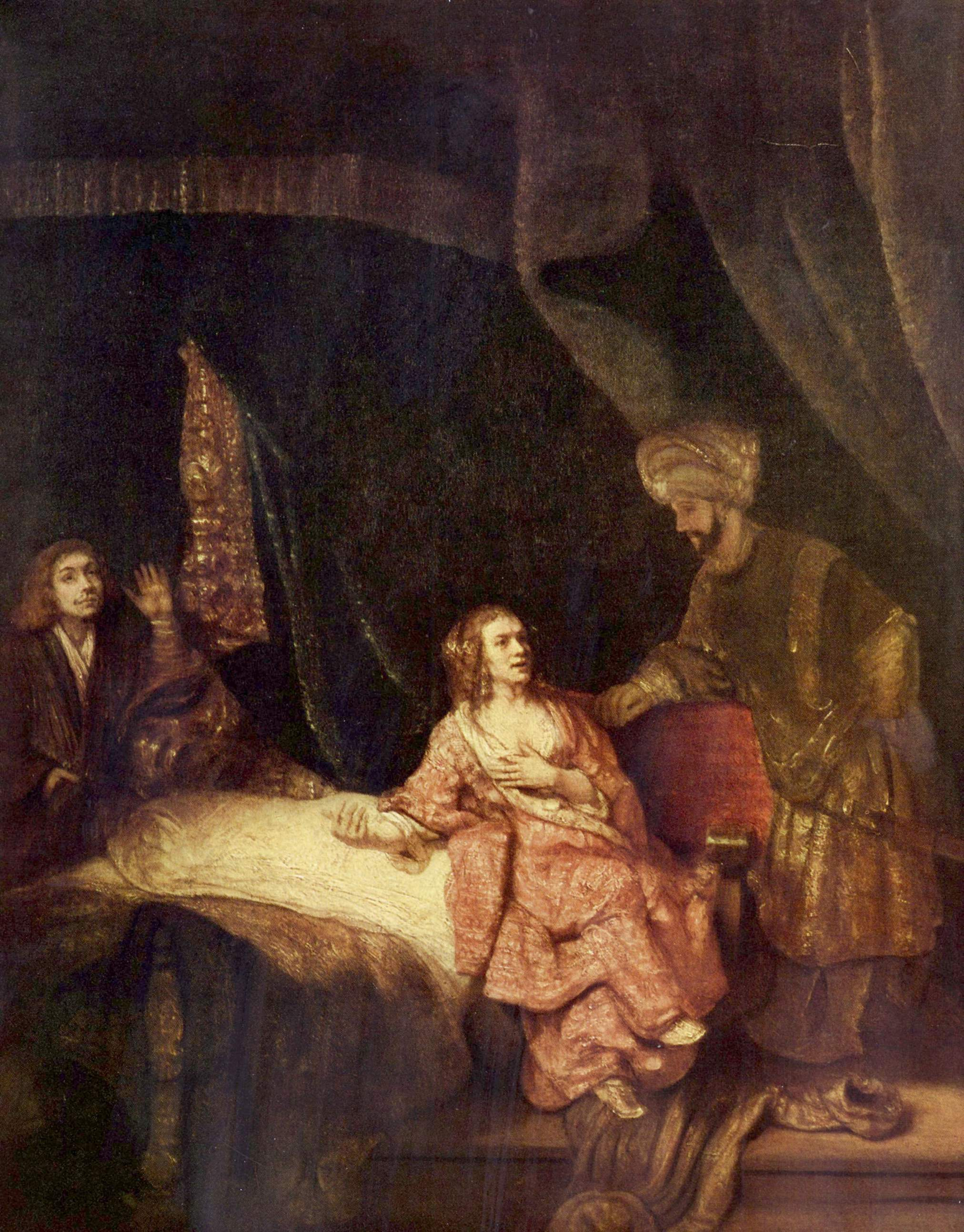
『ポティファルの妻に訴えられるヨセフ』、レンブラント作、(1655年)

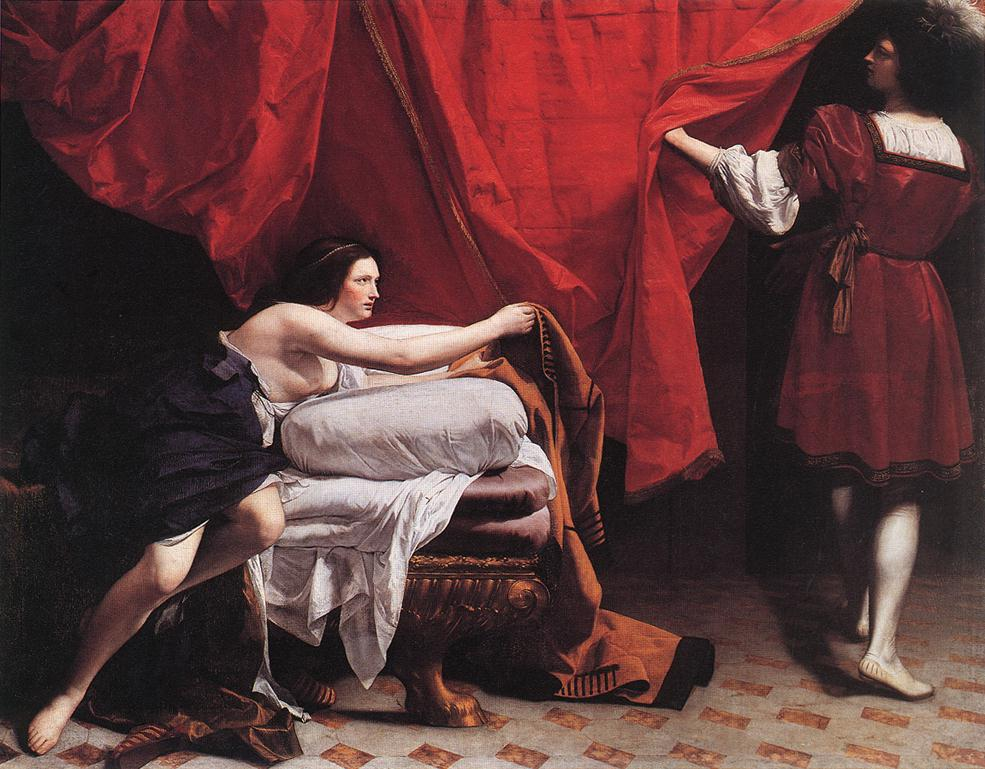
『去ろうとするヨセフとポティファルの妻』、オラツィオ・ジェンティレスキ作

ポティファル(Potiphar、Potifar)とは、創世記に登場するエジプト王宮の近衛兵長である。この人物は、ヨセフとの関連でのみ言及される。本項目では、ポティファルの妻についても併せて説明する。この妻は、聖書にも、キリスト教の伝統においても名前が挙げられていない。

## 概要
ヨセフは兄弟の企みによってエジプトで奴隷とされ、ポティファルの家の下僕となった。ポティファルはヨセフを下僕の長に任じた。しかし、ポティファルの妻は、ヨセフが彼女の性的誘惑を拒んだために激怒し、彼に犯されたという嘘の申し立てをする。ポティファルはヨセフを投獄し、後にファラオが彼の夢分析の能力を買って解放するまで獄中生活が続いた。
ファラオの夢分析をした後、ヨセフはエジプトの宰相に任命され、ツァフェナト・パネアという名を与えられ、オンの祭司ポティ・フェラの娘アセナトと結婚した。ポティ・フェラはポティファルと同一人物とされることもあり、その場合、ヨセフは冤罪による投獄の責任を取るべき女性の娘と結婚したといえる。
中世の、トーラーの解説書『Sefer haYashar』では、ポティファルの妻の名前は「ズレイカ」とされており、イスラムの伝統や、ペルシアの詩『ユスフとズレイカ』でも同様に呼ばれている。
ルネサンスやバロックの時代に、この物語は芸術の題材として有名になった。一般的に、裸かそれに近い格好のポティファルの妻とベッド、そこから離れようとするヨセフが描かれていることが多い。ペルシアのミニチュア(en:Persian_miniature)では、しばしばジャーミーの『七つの王座』から『ユスフとズレイカ』を題材としている。

## 語源
ポティファル（Potiphar、ヘブライ語: פוטיפר)は、「ラーに与えられし者」を意味する「ポティフェラ」(Potiphera)の短縮された形である。これは、西洋におけるセオドア（テオドール、Theodore）が「神の贈り物」を意味するのと類似している。

## 宗教的影響
ヨセフやポティファルの生きていた年代を特定するのは難しいが、ユダヤ暦では、ヨセフは2216年（紀元前1544年）に買われており、エジプト第2中間期の終わりか、新王国のごく初期頃にあたるとされる。この物語が記されているトーラーは、紀元前600年頃、バビロン捕囚の最中に書かれた。文書仮説によれば、ポティファルと妻の物語は、ヤハウィスト資料に記されており、エロヒスト資料の同一箇所には、使用人とパン職人、ファラオの夢についての記述がある。
G.J.ウェンハム博士によれば、強姦罪に対しては死刑が一般的であり、この物語において、ポティファルは、ヨセフを死刑にしていないため、妻に対して疑念を持っていたのではないかと考えられる。

## 文化的影響
- 美術では、女性の力を表す一般的な題材の一つとされる。
- 『神曲』の中で、ダンテは地獄の第九圏にポティファルの妻の影を見ている。彼女は喋らないが、ダンテは他の、偽証罪を犯した魂から、彼女が永遠に熱に焼かれる罰を受けていることを聞く。
- ジョン・セイルズの映画、『メイトワン』で、Will Oldhamが、自身の住む小さな町で、ポティファルの物語について説教する若い牧師を演じている。
- アンドルー・ロイド・ウェバーのミュージカル、『ヨセフ・アンド・ザ・アメージング・テクニカラー・ドリームコート』で、ポティファルは古代エジプトの巨頭として登場する。また、妻は魅惑的なマン・イーターとして描かれる。
- トーマス・マンの『ヨセフとその兄弟』では、ポティファルの妻の性的欲求不満の原因の一つは、ポティファルが去勢されていたためだとしている。

## ギャラリー

ヨセフとポティファルの妻（絵画）
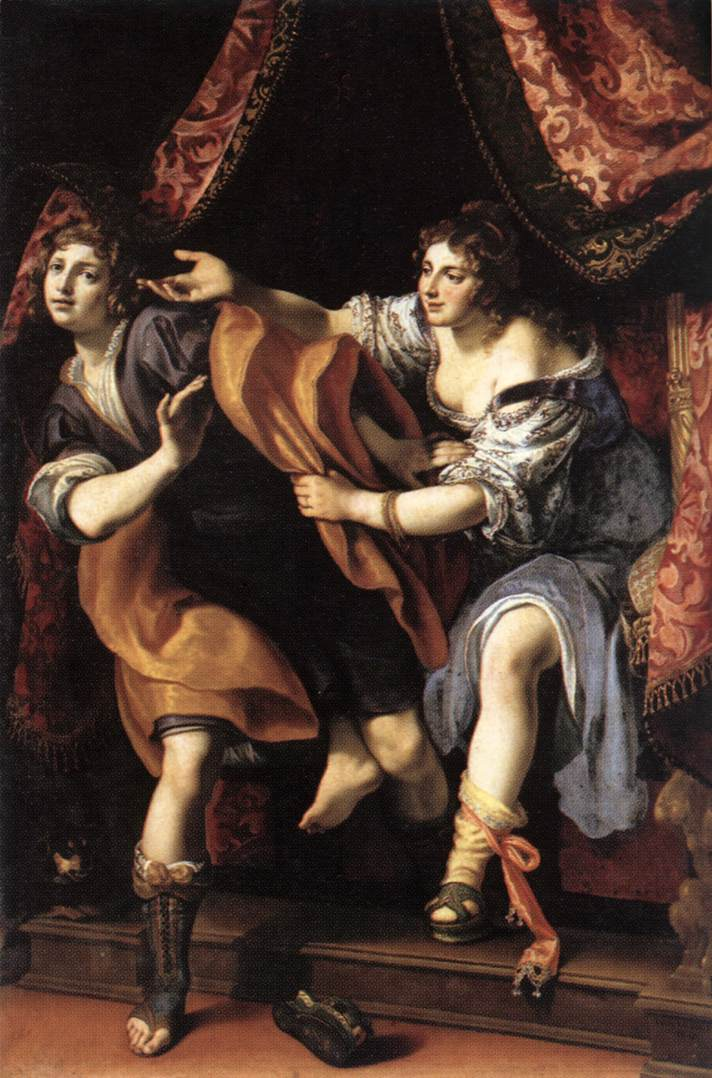
チーゴリ作
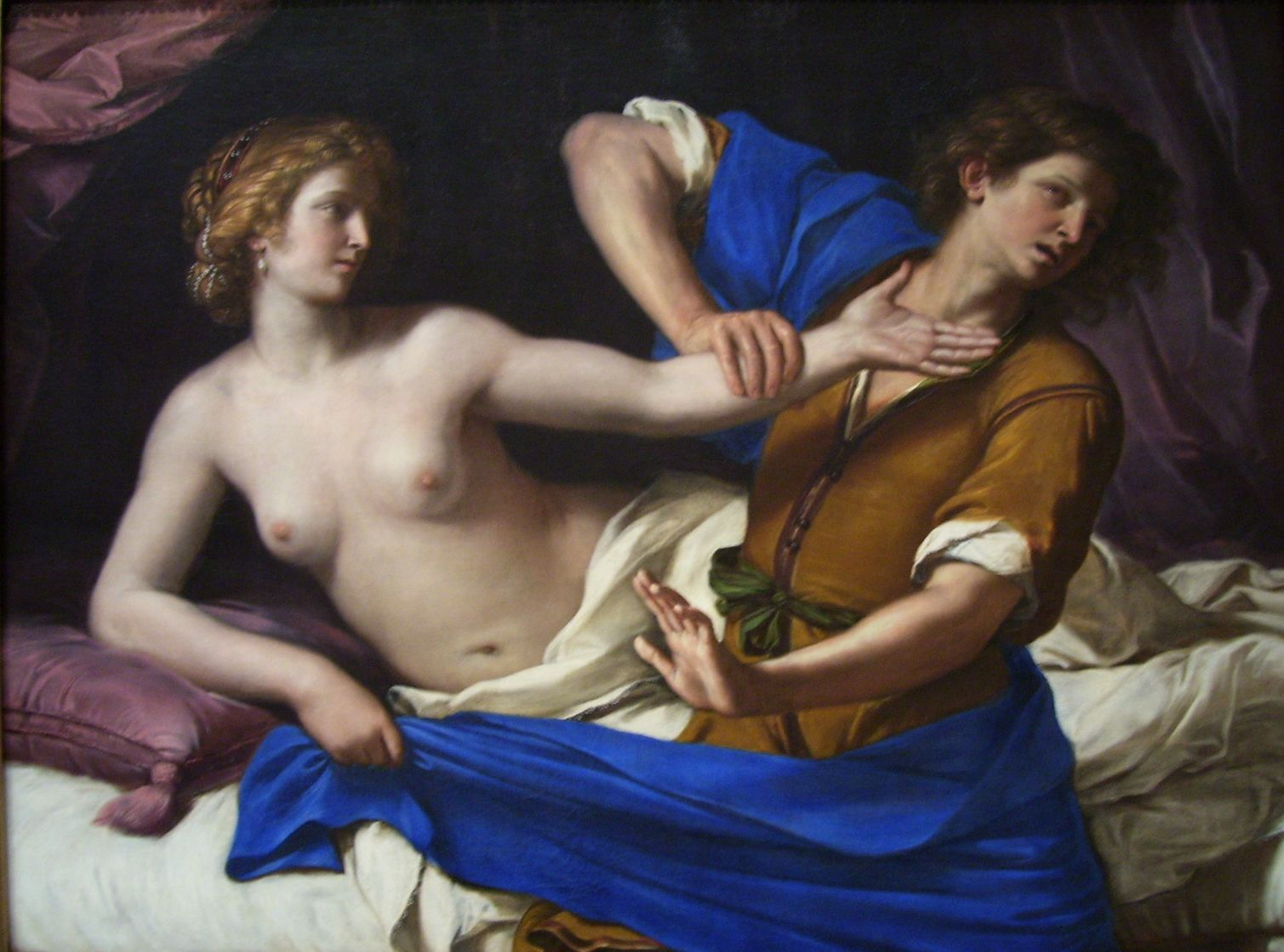
グエルチーノ作（1649年）
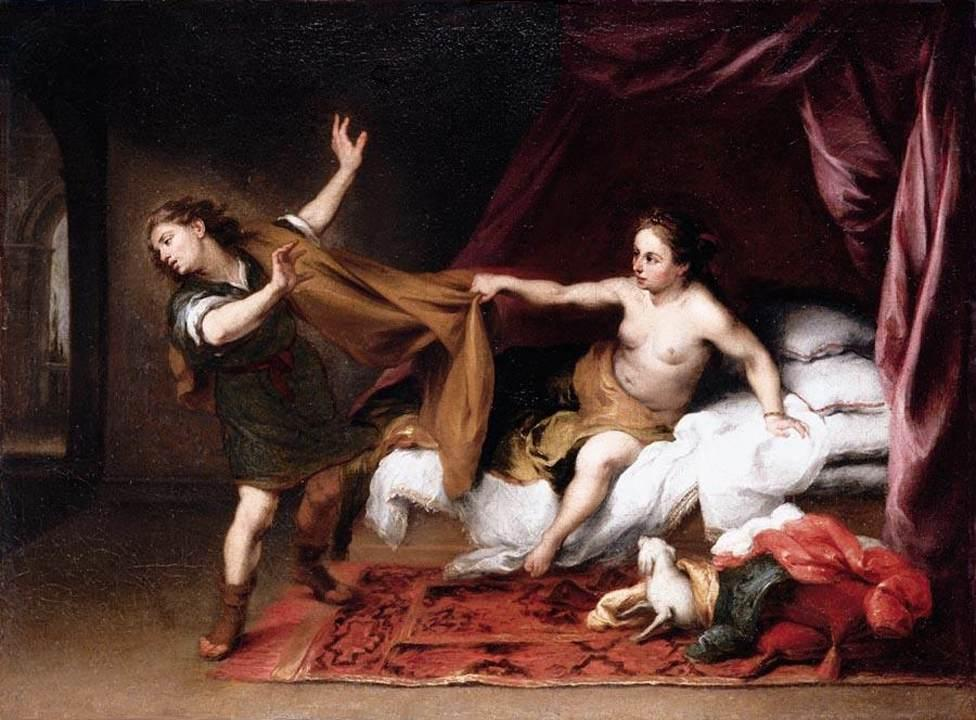
バルトロメ・エステバン・ムリーリョ作
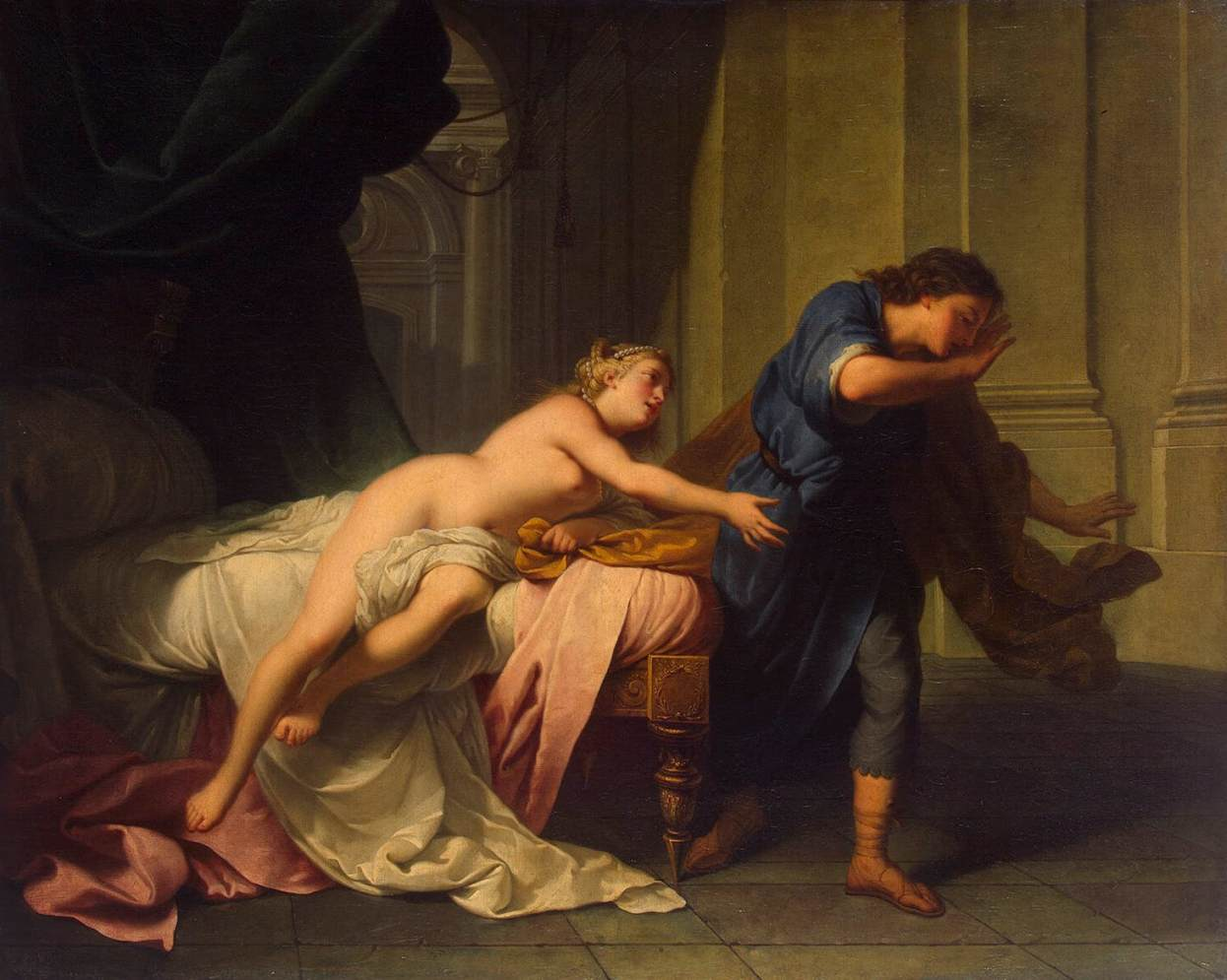
Jean-Baptiste Nattier作
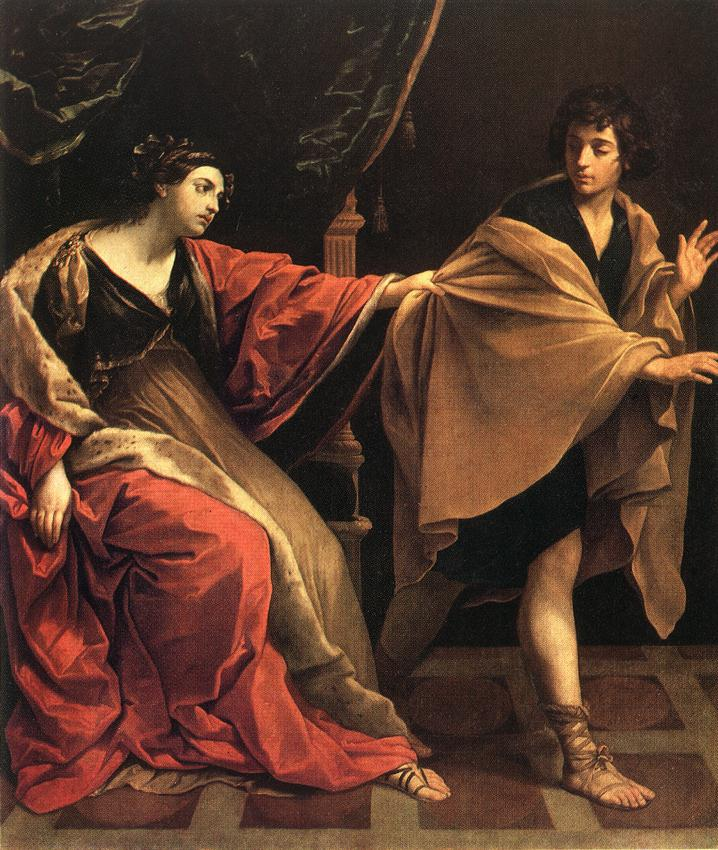
グイド・レーニ作（1631年）
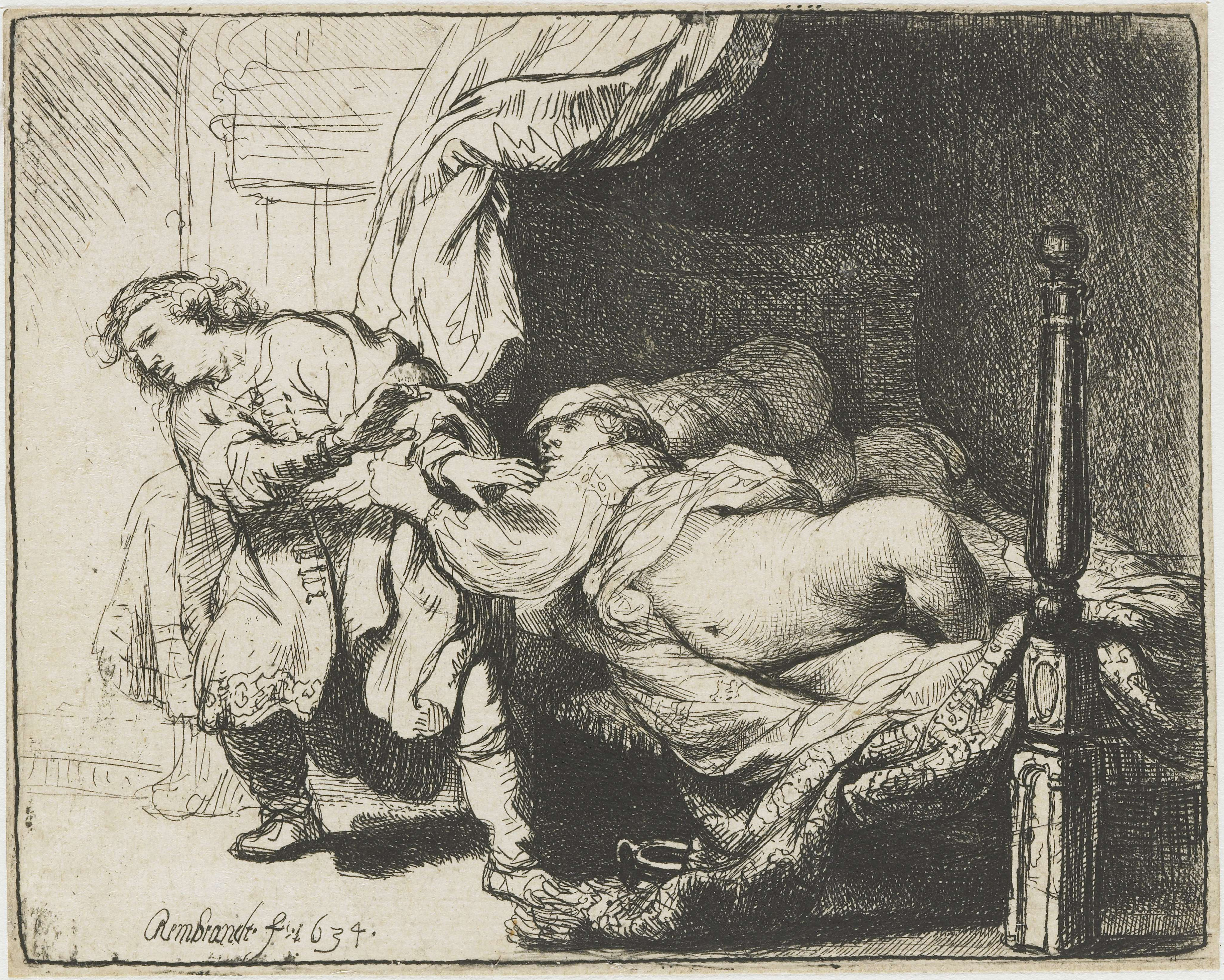
レンブラント・ファン・レイン作（1634年）